# Nicoleta Daniela Șofronie
Nicoleta Daniela Șofronie (Constanza, Rumania, 12 de febrero de 1988) es una gimnasta artística rumana, campeona olímpica en 2004 en el concurso por equipos.

## Carrera deportiva
En los JJ. OO. de Atenas 2004 gana el oro en la competición por equipos, por delante de Estados Unidos (plata) y Rusia (bronce), siendo sus compañeras: Oana Ban, Cătălina Ponor, Monica Roșu, Alexandra Eremia y Silvia Stroescu. Asimismo también gana la medalla de plata en el ejercicio de suelo, tras su compatriota Cătălina Ponor y por delante de la española Patricia Moreno (bronce).